# بلنچین
بلنچین (به لهستانی:  Belęcin) یک روستا در لهستان است که در گمینا شدلتس واقع شده‌است.